# ひとつ飛ばし恋愛
『ひとつ飛ばし恋愛』（ひとつとばしれんあい）は、ASa Projectより2013年4月26日に発売されたアダルトゲーム。
2015年1月29日には加賀クリエイト→テイジイエル企画→エンターグラムよりPlayStation Vita版『ひとつ飛ばし恋愛V』が発売された。

## 概要
主人公の“身内の友達”をヒロインとした間接恋愛を描く作品である。
ディレクターの天都によれば、アイデア出しの段階で「妹の友達」というキーワードが浮かび、一般的な美少女ゲームでは「妹」が攻略対象で「妹の友達」はサブキャラになるが、あえて“身内の友達”の方を対象にしようと考えたのが本作品のきっかけとなった。身内の友達と2人きりになるのは難しいため、序盤は身内を含めた3人の場面が多く、次第に身内を飛ばしてヒロインと2人だけの関係を目指す展開となる。またヒロインとサブヒロイン（身内）の女の子同士の関係も物語に大きく影響している。
PS Vita版では新規ヒロインが2名追加され、シナリオやイベントCGも追加されている。

## あらすじ
三枝和樹は父の単身赴任に同行して地元を離れていたが、3年ぶりに実家に戻り、春野学園に通うこととなった。これをきっかけに恋人を作ろうと意気込む和樹の前に4人の美少女が現れるが、彼女たちはいずれも和樹の身内の知人だった。

## 登場人物
（出典：）
※声はPC版 / PS Vita版

### 主人公
三枝 和樹（さえぐさ かずき）
声 - なし
身長172 B95/W63/H92 10/9生まれ B型
本作の主人公。彼が3年ぶりに地元へ戻ったことから、物語が始まる。

### ヒロイン
園原 碧里（そのはら あおり）
声 - 美々永跳 / 水橋かおり
身長154 B87/W58/H86 8/13生まれ A型
和樹の妹の紅の友人。いつもツンツンして勝ち気だが恋愛には奥手。紅とはケンカ友達。
蒼木 夏芽（あおき なつめ）
声 - 遠野そよぎ / 岡嶋妙
身長164 B92/W61/H89 12/1生まれ AB型
和樹の姉のメグの友人。しっかり者で水泳部のキャプテンを務める。高身長で無愛想なため怖い人と誤解されやすいが、根は優しい。同級生のメグからはいつもいじられている。
玉森 桜（たまもり さくら）
声 - あじ秋刀魚 / 前田恵
身長160 B84/W59/H85 6/10生まれ B型
和樹の幼馴染みである千乃の、幼少期からの親友。清楚で穏やかな性格で学園のアイドル。
寿 りさ（ことぶき りさ）
声 - 五行なずな / 小野涼子
身長151 B79/W56/H84 1/28生まれ O型
和樹のいとこの阿知華の舎妹で、阿知華の格好良さに惚れ込んで舎妹になった。下ネタやギャグを好み、いつもハイテンションで周囲に人が集まるムードメーカー。
神木 明日葉（かみき あすは）
声 - 佐倉綾音（PS Vita版）
身長165 B89/W62/H89 2/2生まれ A型
PS Vita版の追加キャラ。学園3年。和樹のクラスの副担任の娘で、いくるの姉。あまり感情を表に出さないが、頭の中では恋愛について妄想している。
神木 いくる（かみき いくる）
声 - 丹下桜（PS Vita版）
身長150 B87/W56/H85 3/4生まれ A型
PS Vita版の追加キャラ。学園1年。和樹のクラスの副担任の娘で、明日葉の妹。小動物じみたかわいらしい言動をとる一方、計算高く腹黒い一面を持つ。

### サブヒロイン
三枝 紅（さえぐさ くれない）
声 - 藤咲ウサ / 桜咲千依
和樹の妹。兄に対してはわがまま放題・やりたい放題でいつも困らせている。普段の態度は、兄に対する歪んだ思いに基づく愛情の裏返しである。
三枝 メグ（さえぐさ メグ）
声 - 守田羽糸 / 松元惠
和樹の姉。お調子者な上に腹黒く、和樹や夏芽をからかうのが大好き。
五味渕 千乃（ごみぶち ちの）
声 - 百瀬ぽこ / 岩﨑春奈
和樹の幼馴染み。和樹に対して世話を焼くため、彼からは母親的存在と見なされている。桜とは無二の親友で、いつも一緒にいる。
羽田野 阿知華（はたの あちか）
声 - 春河あかり / 同左
和樹のいとこ。乱暴で不良ぶっており、けんかは強くないもののいい意味で豪快な性格。りさを舎妹にしているが、彼女の自由奔放さに振り回されている。
神木 万智（かみき まち）
声 - 小林ゆう（PS Vita版）
PS Vita版の追加キャラ。和樹のクラスの副担任で、明日葉・いくる姉妹の母。

### その他
三枝 さちこ（さえぐさ さちこ）
声 - 杉原茉莉 / 水口まつり
和樹、紅、メグの母親。
三枝 薫（さえぐさ かおる）
声 - 黒衣虹男 / 佐藤充
和樹、紅、メグの父親。
羽田野 俊彦（はたの としひこ）
声 - 子太明 / 藤原啓治
和樹の叔父。阿知華の父親。さちこの兄。
蒼木 恭次郎（あおき きょうじろう）
声 - 水樹空 / 小林直人
和樹のクラスメイト。夏芽の弟。
園原 万里（そのはら ばんり）
声 - 杉原茉莉 / 水口まつり
碧里の弟。

## 主題歌
ひとつ飛ばし恋愛
オープニングテーマ「春色メロディ」
作詞・作曲 - rian / 編曲 - 山下航生 (doubleeleven) / 歌 - NANA
挿入歌「繋ぐ想い」
作詞・作曲 - rian / 編曲 - 山下航生 (doubleeleven) / 歌 - Manaca
エンディングテーマ「恋ココロ」
作詞・作曲 - rian / 編曲 - 山下航生 (doubleeleven) / 歌 - 西沢はぐみ
ひとつ飛ばし恋愛V（PS Vita版）
オープニングテーマ「想いよ届け」
作詞 - rihoco / 作曲・編曲 - 喜多智弘（Elements Garden） / 歌 - 新田恵海

## 批評
『ファミ通』2015年2月5日号にて『ひとつ飛ばし恋愛V』のレビューが掲載された。4人のレビュアーがそれぞれ6, 7, 8, 7点をつけ、40点満点中28点を得た。妹の友人や幼なじみの幼なじみという関係から恋愛が始まるという設定は「おもしろく、ストーリーにも活かされている」と評された。シナリオに関しては、明るい雰囲気の物語はなじみやすいという意見や、「平凡な青春を楽しそうに綴るシナリオに脱帽」などの言及があった。キャラクターは個性豊かであると言及され、PS Vita版で追加されたヒロインに対しては「既存キャラに食われ気味な印象がある」と述べられた。テキストに対しては、「時としてウザったくもありますが、底抜けに明るくていい」「ギャグテイストが強め」などの指摘があった。

## ノベライズ
著者:糸井健一、カバー挿画:夕凪セシナ、本文挿絵:南浜よりこ、2015年1月5日発売、桜ノ杜ぶんこ刊